# Allium phitosianum
Allium phitosianum — вид рослин з родини амарилісових (Amaryllidaceae); ендемік Греції.

## Опис
Цибулина яйцювата, довжиною 10–15 мм, шириною 7–11 мм; зовнішні оболонки блідо-сірувато-коричневі; внутрішні — солом’яного кольору. Стебло заввишки 12–30 см, прямовисне, діаметром до 1–2.5 мм, вкрите листовими піхвами на 1/2–2/3 довжини. Листків 3, напівциліндричні, завдовжки 6–10 см, до 1.8 мм завширшки. Суцвіття розлоге, 10–50-квіткове; квітконіжки нерівні, завдовжки 10–20 мм. Оцвітина дзвінчаста; листочки оцвітини зворотнояйцювато-еліптичні, від рожевувато-білого до пурпурового забарвлення з коричнювато-пурпуровим відтінком, верхівка укорочена та шпилястою, довжиною 5.5–6 мм, шириною 2.5–3 мм. Тичинкові нитки білі, пиляки жовті. Коробочка субкулясто-зворотнояйцювата, 5 × 5 мм. 2n=34.

## Поширення
Ендемік гори Тімфрістос, поблизу Карпеніссі, Греції.
Вид пов'язаний з карликовими чагарниковими спільнотами, що зустрічаються в гірських місцях.